# Krak Tampai
Krak Tampai is een bestuurslaag in het regentschap Nagan Raya van de provincie Atjeh, Indonesië. Krak Tampai telt 446 inwoners (volkstelling 2010).